# Ptiloprora erythropleura
El mielero flanquirrufo (Ptiloprora erythropleura) es una especie de ave paseriforme de la familia Meliphagidae endémica del oeste de Nueva Guinea.

## Distribución
Se encuentra únicamente en los bosques húmedos tropicales de las montañas de Nueva Guinea Occidental